# لودو پترس
لودو پترس (انگلیسی: Ludo Peeters؛ زادهٔ ۹ اوت ۱۹۵۳) دوچرخه‌سوار اهل بلژیک است.